# Zyprischer Fußballpokal 2017/18
Der Zyprische Fußballpokal 2017/18 war die 76. Austragung des zyprischen Pokalwettbewerbs. Er wurde vom zyprischen Fußballverband ausgetragen. Das Finale fand am 16. Mai 2018 im GSP-Stadion von Nikosia statt.
Pokalsieger wurde AEK Larnaka. Das Team setzte sich im Finale gegen Titelverteidiger Apollon Limassol durch. AEK qualifizierte sich durch den Sieg für die 2. Qualifikationsrunde der UEFA Europa League 2018/19.

## Modus
Die Begegnungen der 1. Runde wurden in einem Spiel ausgetragen. Bei unentschiedenem Ausgang gab es eine Verlängerung von zweimal 15 Minuten und gegebenenfalls ein Elfmeterschießen. Die Begegnungen von der 2. Runde bis zum Halbfinale wurden in Hin- und Rückspiel ausgetragen. Bei Torgleichheit entschied zunächst die Anzahl der auswärts erzielten Tore, danach eine Verlängerung und falls erforderlich ein Elfmeterschießen.

## Teilnehmer
Es nahmen nur Mannschaften der ersten beiden Ligen teil.
| First Division (14) | First Division (14) | Second Division (8)                                                              | Second Division (8)                                                      |
| --- | --- | -------------------------------------------------------------------------------- | ------------------------------------------------------------------------ |
| - AEK Larnaka 1 - AEL Limassol - Alki Oriklini - Anorthosis Famagusta - APOEL Nikosia 1 - Apollon Limassol 1 - Aris Limassol 1 | - Doxa Katokopia 1 - Ermis Aradippou 1 - Ethnikos Achnas - Nea Salamis Famagusta 1 - Olympiakos Nikosia - Omonia Nikosia 1 - Paphos FC | - Anagennisi Deryneia - AO Agia Napa - Digenis Oroklinis - Enosis Neon Paralimni | - Karmiotissa FC 1 - Othellos Athienou - PAEEK Kyrenia 1 - PO Xylotymbou |

## 1. Runde
In dieser Runde traten 6 Teams der Second Division und 6 Teams der First Division an.
|                    | Ergebnis              |                       |
| ------------------ | --------------------- | --------------------- |
| Olympiakos Nikosia | 3:0                   | Anagennisi Deryneia   |
| PO Xylotymbou      | 1:2                   | Anorthosis Famagusta  |
| AO Agia Napa       | 2:1                   | AEL Limassol          |
| Digenis Oroklinis  | 0:3                   | Paphos FC             |
| Ethnikos Achnas    | 0:0 n. V. (6:7 i. E.) | Othellos Athienou     |
| Alki Oriklini      | 0:0 n. V. (5:6 i. E.) | Enosis Neon Paralimni |

## 2. Runde
In dieser Runde stiegen weitere 8 Teams der First Division (AEL, APOEL, Apollon, Aris, Doxa, Ermis, Nea Salamis, Omonia) und 2 Teams der Second Division (Karmiotissa, PAEEK).
|                       | Gesamt    |                       | Hinspiel | Rückspiel |
| --------------------- | --------- | --------------------- | -------- | --------- |
| Anorthosis Famagusta  | 4:3       | AO Agia Napa          | 3:2      | 1:1       |
| Othellos Athienou     | 1:2       | Apollon Limassol      | 1:0      | 0:2       |
| AEK Larnaka           | 6:1       | Aris Limassol         | 4:0      | 2:1       |
| PAEEK Kyrenia         | 5:2       | Karmiotissa FC        | 5:1      | 0:1       |
| Enosis Neon Paralimni | 3:4       | Paphos FC             | 3:2      | 0:2       |
| Omonia Nikosia        | 3:4       | Doxa Katokopia        | 2:3      | 1:1       |
| Olympiakos Nikosia    | (a)3:3(a) | Nea Salamis Famagusta | 3:3      | 0:0       |
| Ermis Aradippou       | 1:7       | APOEL Nikosia         | 0:2      | 1:5       |

## Viertelfinale
|                       | Gesamt |                  | Hinspiel | Rückspiel |
| --------------------- | ------ | ---------------- | -------- | --------- |
| AEK Larnaka           | 11:10  | PAEEK Kyrenia    | 7:0      | 4:1       |
| Doxa Katokopia        | 3:4    | Paphos FC        | 2:2      | 1:2       |
| Nea Salamis Famagusta | 2:5    | APOEL Nikosia    | 0:3      | 2:2       |
| Anorthosis Famagusta  | 2:3    | Apollon Limassol | 1:1      | 1:2       |

## Halbfinale
|                  | Gesamt |               | Hinspiel | Rückspiel |
| ---------------- | ------ | ------------- | -------- | --------- |
| Apollon Limassol | 8:1    | Paphos FC     | 4:0      | 4:1       |
| AEK Larnaka      | 4:1    | APOEL Nikosia | 2:0      | 2:1       |

## Finale
| Paarung          | AEK Larnaka – Apollon Limassol |
| Ergebnis         | 2:1 (0:1) |
| Datum            | 16. Mai 2018 |
| Stadion          | GSP-Stadion, Nikosia |
| Zuschauer        | 11.800 |
| Schiedsrichter   | Loukas Soteriou |
| Tore             | 0:1 André Schembri (45.) 1:1 Florian Taulemesse (69.) 2:1 Acorán Barrera (71.) |
| AEK Larnaka      | Juan Pablo Colinas – Ander Murillo, Marios Antoniades (57. Florian Taulemesse), David Català, Daniel Mojsov – Jorge Larena, Acorán Barrera, Ignacio „Nacho“ Cases, Ivan Tričkovski – Apostolos Giannou (86. Joan Guillem Truyols), Alberto „Tete“ Sansimena (90.+5' Hector Hevel) Cheftrainer: Imanol Idiakez ( Spanien) |
| Apollon Limassol | Bruno Vale – Valentin Roberge, Héctor Yuste, Giorgos Vasiliou – Adrián Sardinero (57. Antonio Jakoliš), João Pedro, Esteban Sachetti, Alef dos Santos Saldanha, Fotios Papoulis – André Schembri (75. Alex da Silva), Anton Maglica (68. Emilio Zelaya) Cheftrainer: Sofronis Avgousti                                   |
| Gelbe Karten     | Ivan Tričkovski, Acorán Barrera, Juan Pablo Colinas, Florian Taulemesse, David Català, Marios Antoniades, Ignacio „Nacho“ Cases, Joan Guillem Truyols – Fotios Papoulis, Giorgos Vasiliou, Antonio Jakoliš, André Schembri, Héctor Yuste, Emilio Zelaya                                                                  |
| Platzverweise    | keine – Emilio Zelaya (90.+2') |